# Bahnstrecke Örebro–Skebäck
| Örebro S 2009 |                    |                                        |                                        |
| Streckennummer: | ÖSkbJ              |                                        |                                        |
| Streckenlänge: | 4,1 km             |                                        |                                        |
| Spurweite: | 891 mm und 1435 mm |                                        |                                        |
| |                    |                                        |                                        |
| \| \| \| nach Örebro C \| \| \| \| \| Svartån \| \| \| \| 0,0 \| Örebro Södra (früher Bhf.) \| 29 m ö.h. \| \| \| \| Svartåbanan nach Svartå \| \| \| \| \| nach Hallsberg – Mjölby \| \| \| \| \| Skebäck/Hjälmaren (Örebro pappersbruk) \| \| \| \| \| \| \| \| \| 4,1 \| Skebäck Östra hamnen, Örebro-Kanal \| Skebäck Östra hamnen, Örebro-Kanal \| |                    |                                        |                                        |
| Strecke |                    | nach Örebro C                          | nach Örebro C                          |
| Brücke über Wasserlauf |                    | Svartån                                | Svartån                                |
| Haltepunkt / Haltestelle | 0,0                | Örebro Södra (früher Bhf.)             | 29 m ö.h.                              |
| Abzweig geradeaus und nach rechts |                    | Svartåbanan nach Svartå                | Svartåbanan nach Svartå                |
| Abzweig geradeaus und nach rechts |                    | nach Hallsberg – Mjölby                | nach Hallsberg – Mjölby                |
| Betriebsstelle Streckenanfang · Strecke |                    | Skebäck/Hjälmaren (Örebro pappersbruk) | Skebäck/Hjälmaren (Örebro pappersbruk) |
| Strecke nach links · Abzweig geradeaus und von rechts |                    |                                        |                                        |
| ehemaliger Betriebs-/Güterbahnhof Streckenende | 4,1                | Skebäck Östra hamnen, Örebro-Kanal     | Skebäck Östra hamnen, Örebro-Kanal     |

Die Bahnstrecke Örebro–Skebäck ist heute ein Industriegleis in der schwedischen Stadt Örebro.

## Örebro–Skebäck Järnvägs AB
Die Konzession für die 4,1 Kilometer lange Strecke wurde am 31. Dezember 1901 für Personen- und Güterverkehr erteilt und am 25. April 1902 an die der Stadt Örebro gehörende Örebro–Skebäck Järnvägs AB übertragen. Zuerst wurde eine Strecke in Normalspur errichtet, die vom Bahnhof Örebro Södra in südöstlicher Richtung nach Skebäck führte, wo sich der alte Hafen von Örebro befand. Auf dieser Strecke wurde am 12. Januar 1904 der Güterverkehr aufgenommen.
1908 wurde die Strecke mit einer dritten Schiene für den Schmalspurverkehr von Norra Östergötlands Järnvägar (NÖJ) ergänzt.
1920 wurden die gesamten Baukosten der Strecke mit 198.110 Kronen beziffert. Das Aktienkapital betrug zum gleichen Zeitpunkt 100.500 Kronen.
Ab dem 8. Dezember 1942 wurde die gesamte Strecke als Blockabschnitt vom Bahnhof Örebro S aus gesteuert.
Auf dem Schmalspurgleis wurden bis 1951  Kohletransporte von Norrköping zum Gaswerk Örebro durchgeführt.

## Verstaatlichung
Die Norra Östergötlands Järnvägar wurden 1951 durch die allgemeine Eisenbahnverstaatlichung von Statens Järnvägar (SJ) übernommen, wodurch der Kohletransport zum Kraftwerk über Normalspurgleise möglich war. Dadurch wurde die dritte Schiene überflüssig und wieder abgebaut.
Mit dem Ablauf der Konzession zum 1. Januar 1956 endete der allgemeine Güterverkehr auf der Strecke. Danach wurde die Strecke bis zur Schließung der Örebro pappersbruk 2010 als Industriegleis für das gleichnamige Industriegebiet benutzt. Die Strecke ist noch vorhanden, jedoch ohne Verkehr.